# Équipe de Nouvelle-Zélande de rugby à XV des moins de 20 ans
L'équipe de Nouvelle-Zélande des moins de 20 ans est constituée par une sélection des meilleurs joueurs néo-zélandais de rugby à XV de moins de 20 ans, sous l'égide de la fédération néo-zélandaise de rugby à XV.

## Histoire
L’équipe de Nouvelle-Zélande des moins de 20 ans est créée en 2008, remplaçant les équipes de Nouvelle-Zélande des moins de 21 ans et des moins de 19 ans à la suite de la décision de l'IRB en 2007 de restructurer les compétitions internationales junior. Elle participe chaque année au championnat du monde junior et au championnat d'Océanie.

## Palmarès
- Championnat du monde junior :
  - Vainqueur : 2008, 2009, 2010[2], 2011[3], 2015[4], 2017[5].
  - Finaliste : 2012.
- Championnat d'Océanie des moins de 20 ans :
  - Vainqueur : 2015 (en)[6], 2016 (en)[7], 2017 (en)[8], 2018 (en)[9], 2022 (en)[10].
- The Rugby Championship (en) :
  - Vainqueur : 2024 (en)[11], 2025 (en)[12].

## Personnalités

### Entraîneurs
- 2008-2010 : Dave Rennie
- 2015[13]-2016 : Scott Robertson
- 2017-2019 : Craig Philpott
- 2022: Tom Donnelly
- 2023 : Clark Laidlaw (en)
- 2024 : Jono Gibbes
- 2025 : Milton Haigh (en)